# Grote Beek (Oost-Vlaanderen)
De Grote Beek of Zwarte Beek is een beek in het Belgische Waasland die stroomt door de gemeenten Sint-Niklaas en Sint-Gillis-Waas.

## Loop
De beek ontspringt ter hoogte van de Driekoningenstraat in Sint-Niklaas en stroomt in noordelijke richting. Ter hoogte van de Kuildamstraat komt de beek aan de oppervlakte en loopt parallel met de F411. Bij de Spieveldstraat staat de Grote Beek in verbinding met drie bufferbekkens om wateroverlast in de stad te voorkomen. Daarna stroomt de beek verder in westelijke richting en wordt het dorp Sint-Pauwels gepasseerd langs de zuidelijke kant. Ter hoogte van de Lijkveldestraat buigt de Grote Beek af in zuidelijke richting, waar deze in de Molenbeek uitmondt.

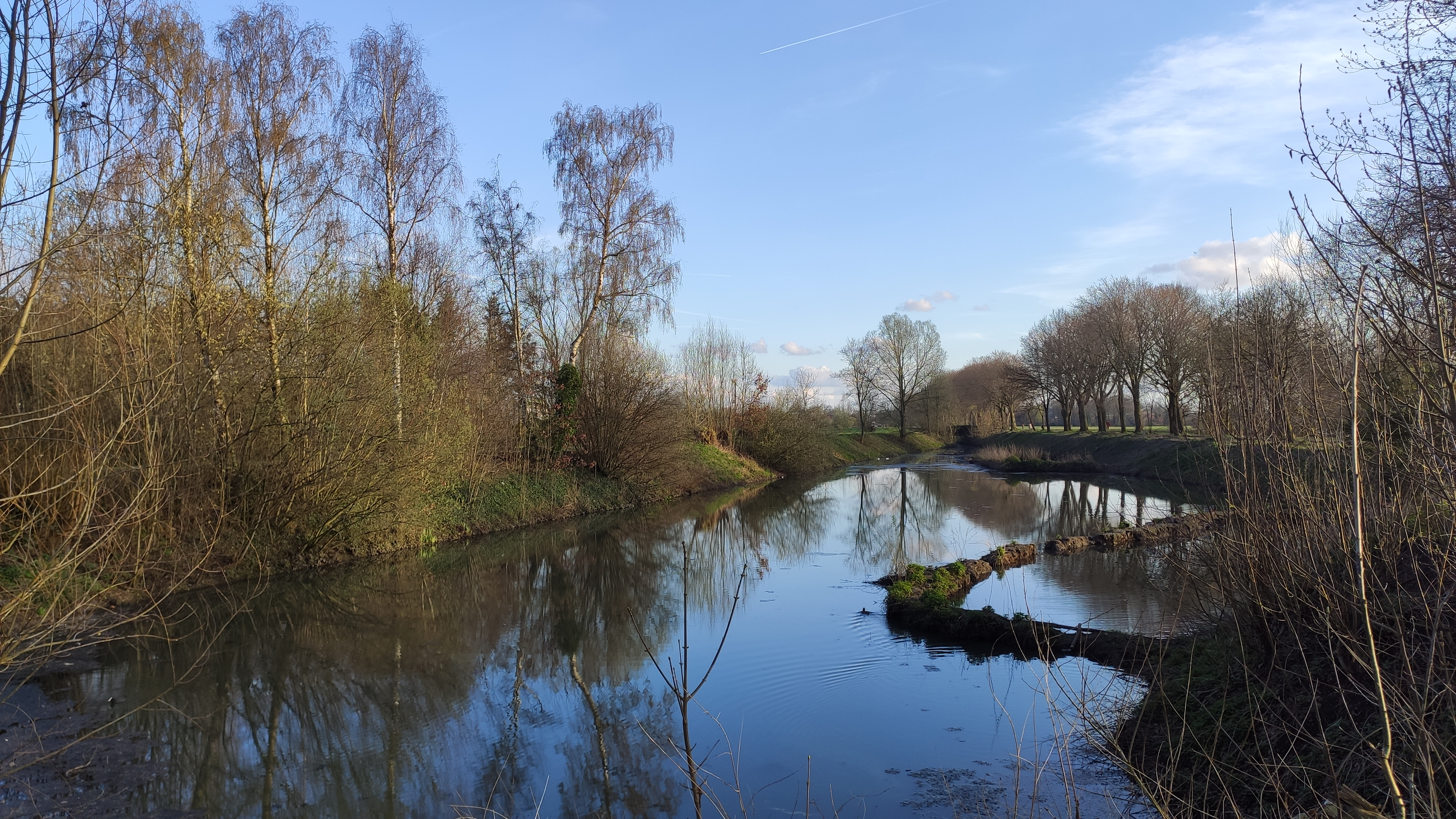
Een van de drie bufferbekkens aan de Spieveldstraat

Kanalen: Moervaart · Stekense Vaart

Grachten: Ringgracht

Beken: Armentruienbeek · Barbierbeek · Belselebeek · Fondatiebeek · Grote Beek · Klapperbeek · Molenbeek · Ransbeek · Uilebeek